# Lamborghini Cheetah
La Lamborghini Cheetah è stato il primo tentativo di veicolo fuoristrada della Lamborghini. Il progetto risale agli anni settanta.

## Contesto
La Cheetah venne costruita in seguito a un contratto con la Mobility Technology International (MTI), la quale a sua volta aveva un contratto con l'esercito degli Stati Uniti per la progettazione e realizzazione di un nuovo veicolo fuoristrada. Le basi del progetto vennero dal MTI che furono largamente copiate dal modello XR 311 della FMC, prototipo progettato per l'esercito nel 1970.
Questo determinò un'azione legale della FMC contro la MTI-Lamborghini nel 1977, quando la Cheetah fu presentata al Salone dell'Automobile di Ginevra. La XR 311 e la Cheetah possono essere considerati i progenitori dell'attuale Humvee.

## Storia
La Cheetah venne costruita a San José in California. Dopo l'iniziale costruzione, il prototipo fu mandato a Sant'Agata Bolognese nella sede della Lamborghini dove venne rifinita nei particolari. La casa produttrice decise di equipaggiare il veicolo con un motore impermeabile Chrysler da 5,9 litri con 180 cv e con un cambio automatico a tre rapporti. La scocca era in fibra di vetro e all'interno c'era abbastanza spazio per quattro soldati completamente equipaggiati più il guidatore.
Il montaggio del motore nella parte posteriore diede pessime caratteristiche al mezzo così come la scelta del motore non abbastanza potente da essere adeguato al pesante veicolo (2042 kg), con un conseguente scarso rendimento globale.
Molte fonti riportano che esercito statunitense testò la Cheetah e distrusse l'unico prototipo esistente, senza però restituire i rottami alla Lamborghini o alla MTI, ma in realtà i test furono condotti in maniera indipendente dal progettista Rodney Pharis a beneficio delle autorità militari e si ritiene sia ancora negli USA, con la casa italiana che vorrebbe metterla nel suo museo. Il progetto e il prototipo furono ceduti dalla MTI alla Teledyne Continental Motors, che realizzò altri tre telai, che furono lasciati incompleti allorquando, in mancanza di un acquirente per il veicolo militare, la Lamborghini si ritirò dal progetto. Nel 2011 è venuta alla luce una Cheetah realizzata sulla base di uno dei tre telai Teledyne, in ordine di marcia ma non completamente rifinita: una volta montata la meccanica e parte degli interni, era stata venduta a uno dei dipendenti alla fine degli anni ottanta e conservata per un ventennio dal successivo proprietario, senza effettuare ricerche sulla sua storia e senza restaurarla.
Alla fine il contratto militare fu assegnato alla AM General per la costruzione del loro modello: l'HMMWV (comunemente conosciuto come Humvee).

## Seguito
Il fallimento del progetto Cheetah e i problemi finanziari della Lamborghini condussero alla cancellazione del contratto con la BMW per lo sviluppo della loro M1.
L'arrivo a Sant'Agata Bolognese di nuovi proprietari con capitali freschi ridiede slancio all'idea di produrre un fuoristrada e il concetto di base della Cheetah e le esperienze con essa maturate vennero travasate nel progetto della Lamborghini LM001, presentata nel 1981. Invece di utilizzare un motore Chrysler, come nel caso del prototipo Cheetah, si optò ancora per un'unità V8 statunitense, ma prodotta dalla American Motors Corporation, con l'intento di offrire per i modelli di produzione il ben più potente V12 della Countach. Ma i problemi derivanti dal motore posteriore permasero e per il successivo prototipo LMA002 (che avrebbe poi portato alla produzione della Lamborghini LM002 a partire dal 1986) la Lamborghini optò per la collocazione anteriore del motore da 12 cilindri, lo stesso montato sulla Lamborghini Countach.